# Blanki
Blanki (deutsch Blankensee) ist ein Dorf in der Landgemeinde Lidzbark Warmiński (Heilsberg) im Powiat Lidzbarski (Kreis Heilsberg) in der polnischen Woiwodschaft Ermland-Masuren.

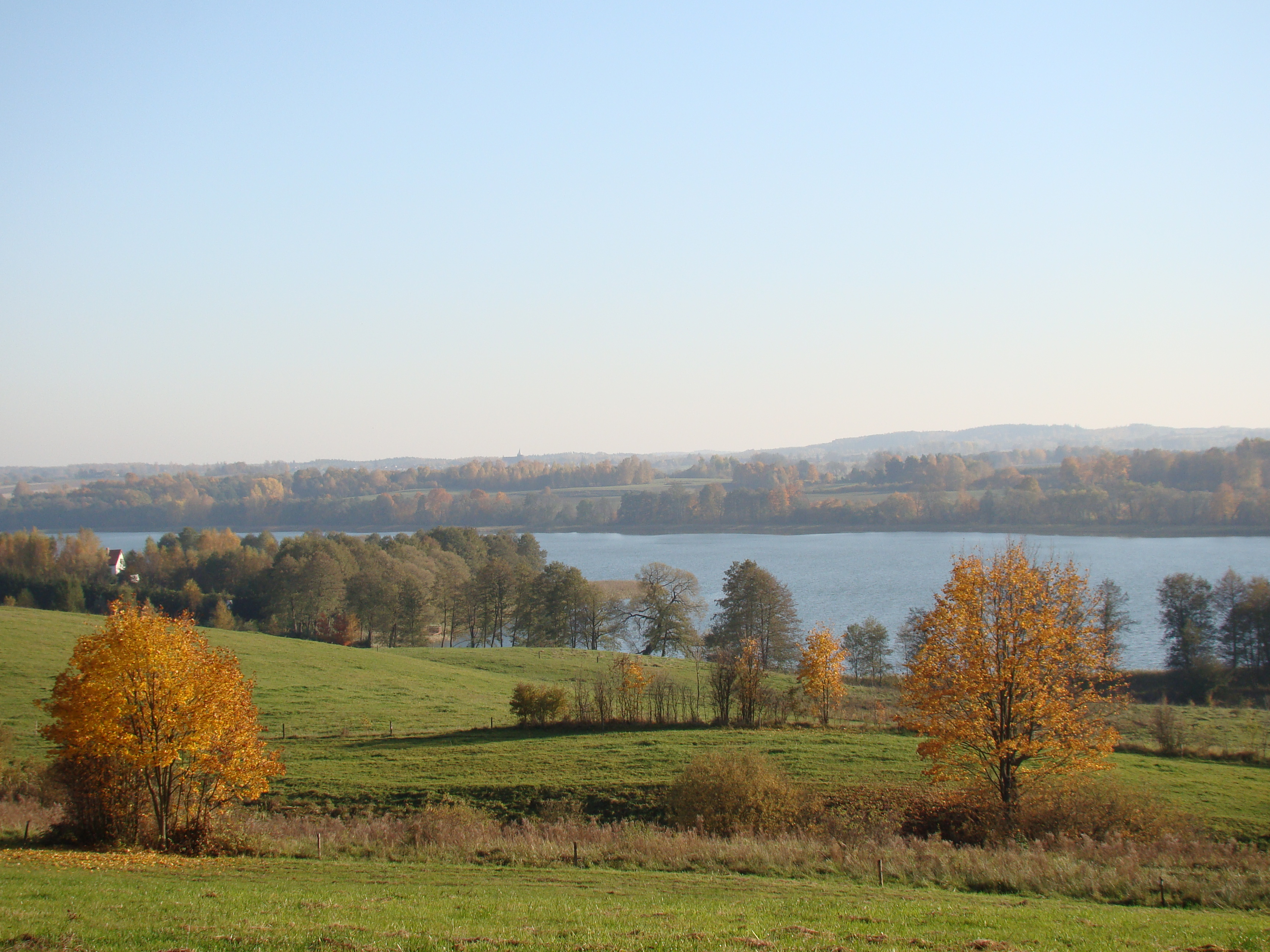
Landsee Blankensee

## Geographische Lage
Das Dorf liegt im historischen Ostpreußen am gleichnamigen See, dem Blankensee, etwa zehn Kilometer südlich von Heilsberg (Lidzbark Warmiński) und 30 Kilometer nördlich von Allenstein (Olsztyn).

## Geschichte

Blankensee in Ostpreußen, östlich von Elbing, südlich von Heilsberg und nördlich von Allenstein, auf einer Landkarte von 1908

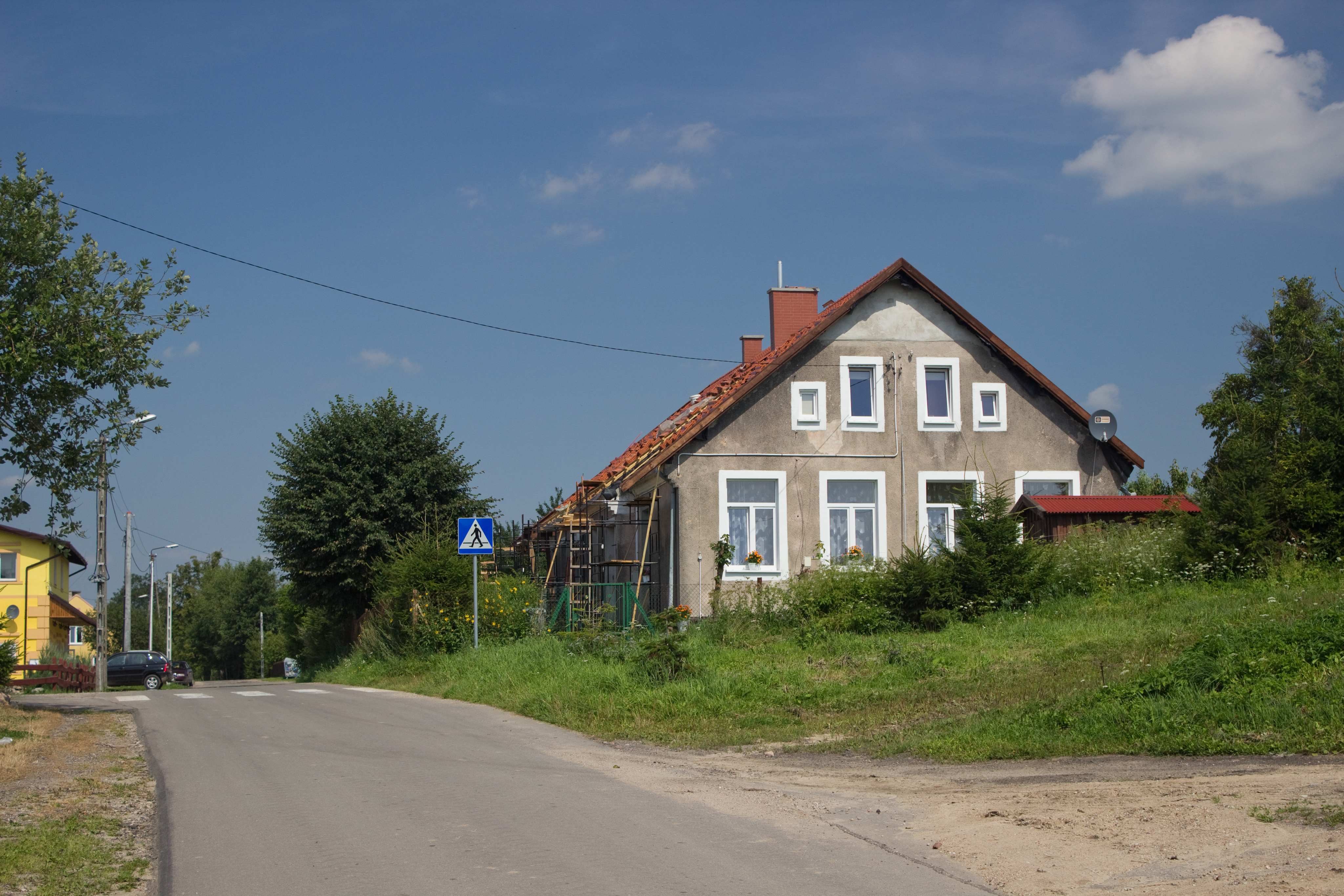
Dorfpartie

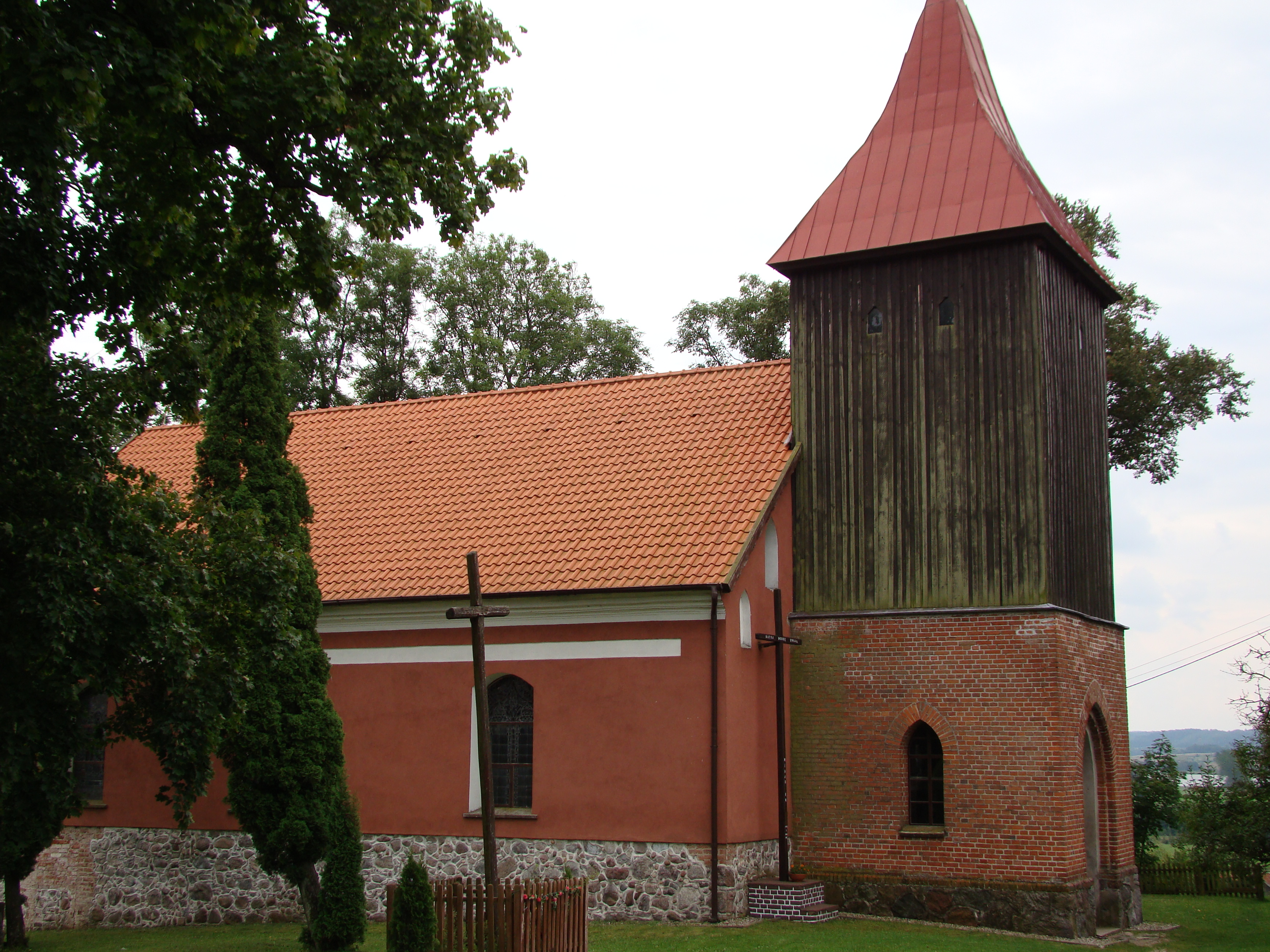
Denkmalgeschützte Dorfkirche, gegründet 1363

Im 13. Jahrhundert gehörte das Dorf zum Herrschaftsbereich des Deutschen Ordens.
Nach der Zweiteilung des Deutschordensstaats Preußen im Zweiten Frieden von Thorn 1466 kam das Dorf mit dem Fürstbistum Ermland zum autonomen Preußen Königlichen Anteils, das sich freiwillig der Oberhoheit der polnischen Krone unterstellt hatte. Im Zuge der Wiedervereinigung Ost- und Westpreußens 1772 kam Blankensee zum Königreich Preußen.
Im Jahr 1789 wurde Blankensee als ein königliches Dorf bezeichnet, das 33 Feuerstellen (Haushaltungen) aufwies und dessen Kirche eine Filiale von Siegriedswalde war.
Bis 1945 gehörte das Dorf Blankensee zum Kreis Heilsberg im Regierungsbezirk Königsberg der preußischen Provinz Ostpreußen des Deutschen Reichs.
Gegen Ende des Zweiten Weltkriegs wurde die Region im Frühjahr 1945 von der Roten Armee besetzt. Nach Kriegsende wurde die Region im Sommer 1945 gemäß dem Potsdamer Abkommen zusammen mit der südlichen Hälfte Ostpreußens zum Bestandteil der Volksrepublik Polen. Danach begann die Zuwanderung polnischer Migranten. Soweit die einheimischen Dorfbewohner nicht geflohen waren, wurden sie in der Folgezeit aus Blanki vertrieben.

## Bevölkerungsentwicklung bis 1945
| Jahr | Einwohner | Anmerkungen               |
| ---- | --------- | ------------------------- |
| 1816 | 250       | [ 4 ]                     |
| 1858 | 368       | ausschließlich Katholiken |
| 1910 | 355       | [ 6 ]                     |
| 1933 | 367       | [ 7 ]                     |
| 1939 | 368       | [ 7 ]                     |

## Kirchspiel
Bis 1945 gehörten die mehrheitlich römisch-katholischen Einwohner von Blankensee zum Kirchspiel Siegfriedswalde im Bistum Ermland, während der evangelische Bevölkerungsteil dem  Kirchspiel Heilsberg im Kirchenkreis Ermland, Superintendenturbezirk Braunsberg, innerhalb der Kirchenprovinz Ostpreußen der Evangelischen Kirche der Altpreußischen Union zugeordnet war.
Die jetzt im Ort wohnenden römisch-katholischen Kirchenglieder sind dem Dekanat Lidzbark Warmiński im Erzbistum Ermland zugeordnet. Die evangelischen Kirchenglieder gehören heute zur Diözese Masuren der evangelisch-lutherischen Kirche in Polen.

## Sehenswürdigkeiten
Zu den Sehenswürdigkeiten zählt die denkmalgeschützte Dorfkirche, die nach dem Erzengel Michael benannt ist, 1363 als Filiale von Siegfriedswalde gegründet und 1437 zur Pfarrkirche erhoben wurde.